# Лойста (замок)

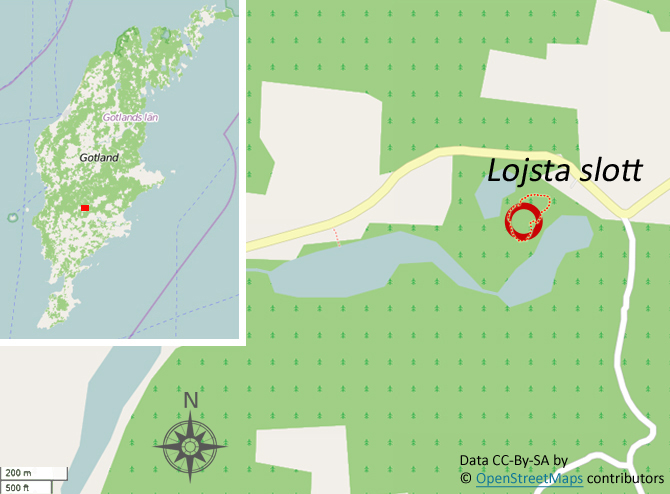
Расположение замка Лойста

Замок Лойста (швед. Lojsta slott) расположен на территории соккена Стонга на границе с Лойстой, на шведском острове Готланд. Несмотря на своё название, он не является «замком» в обычном смысле этого слова, а представляет собой руины некогда укреплённого поместья, состоящего из домов, окружённых стеной и рвом.
В средние века замок Лойста был оборонительным сооружением, расположенным на острове на одном из небольших озёр Лойста в центральной части Готланда. Эта крепость предположительно использовалась виталийцами, поддерживавшими в то время пленённого шведского короля Альберта Мекленбургского. Виталийцы были пиратами и использовали остров Готланд как свою базу. В 1404 году они потерпели поражение от тевтонских рыцарей и были вынуждены оставить замок Лойста и ещё два своих укрепления на Готланде.
От крепости мало что сохранилось. В начале XX века её исследовали археологи, но их выводы ныне ставятся под сомнение, например, их сообщения о трёх фундаментах домов на территории замка. Здания, скорее всего, были деревянными со сторонами от 20 до 30 метров в длину и 10 в ширину. На сегодняшний день их следов над землёй нет.
Крепость была окружена вырытым рвом — 100 м в длину, от 3 до 10 м в ширину и глубиной до 1,7 м, который вместе с насыпью и частоколом отделял внутреннее пространство крепости от внешнего. Нынешний уровень поверхности озера примерно на 2,5 м ниже, чем он был в средние века. Кроме того, сегодня прежнее большое озеро делится на три маленьких. Руины крепости расположены между озёрами Слоттстреск и Бротреск. Она соединялась с берегом подъёмным мостом, остатки которого можно увидеть и сегодня. Ныне до руин замка можно добраться по суше.

## Дом Лойста
На расстоянии около 150 м к северо-востоку от замка Лойста находится дом Лойста, реконструированное жилище времён железного века. Он был восстановлен на сохранившемся фундаменте дома железного века размером 30 на 16 метров, который был раскопан в 1929 году Джоном Ниленом. Археологические находки были немногочисленны и не очень примечательны, но по ним можно было сделать вывод, что дом был обитаем в период Великого переселения народов. Внутри остатков фундамента были обнаружены части двух бревенчатых лодок.
В 1932 году была проведена реконструкция длинного дома, показывающая, как он мог выглядеть в эпоху железного века. Люди и их животные, вероятно, жили вместе в этом доме. Его обитатели разводили скот, но торговля также занимала важное место в их жизнедеятельности. Крыша дома покрыта осокой, широко распространённой на готландских болотах.